# سانت بیسنک د تریو
سانت بیسنک د تریو (به اسپانیایی: Sant Vicenç de Torelló) یک شهرستان در اسپانیا است که در بارسلون واقع شده‌است.